# Megalastrum glabrum
Megalastrum glabrum är en träjonväxtart som beskrevs av Robbin C. Moran och J.Prado. Megalastrum glabrum ingår i släktet Megalastrum och familjen Dryopteridaceae. Inga underarter finns listade.